# Chrisann Gordon
Chrisann Gordon (18 settembre 1994) è una velocista giamaicana.

## Palmarès
| Anno | Manifestazione      | Sede           | Evento      | Risultato  | Prestazione | Note                                    |
| ---- | ------------------- | -------------- | ----------- | ---------- | ----------- | --------------------------------------- |
| 2010 | Mondiali juniores   | Moncton        | 4×400 m     | Bronzo     | 3'32"24     |                                         |
| 2011 | Mondiali allievi    | Lilla          | 400 m piani | 7ª         | 53"31       |                                         |
| 2011 | Mondiali allievi    | Lilla          | Svedese     | Oro        | 2'03"42     |                                         |
| 2012 | Mondiali juniores   | Barcellona     | 400 m piani | 7ª         | 52"31       |                                         |
| 2013 | Campionati CAC      | Morelia        | 400 m piani | Argento    | 52"52       |                                         |
| 2013 | Campionati CAC      | Morelia        | 4×400 m     | Finale     | dq          |                                         |
| 2014 | World Relays        | Nassau         | 4×800 m     | 5ª         | 8'17"22     | Record nazionale                        |
| 2015 | Giochi panamericani | Toronto        | 400 m piani | 4ª         | 51"75       |                                         |
| 2015 | Giochi panamericani | Toronto        | 4×400 m     | Argento    | 3'27"27     |                                         |
| 2015 | Mondiali            | Pechino        | 4×400 m     | Oro        | 3'19"13     | Miglior prestazione mondiale stagionale |
| 2016 | Mondiali indoor     | Portland       | 400 m piani | Batteria   | dnf         |                                         |
| 2016 | Mondiali indoor     | Portland       | 4×400 m     | Finale     | dnf         |                                         |
| 2016 | Giochi olimpici     | Rio de Janeiro | 4×400 m     | Argento    | 3'20"34     |                                         |
| 2017 | Mondiali            | Londra         | 400 m piani | Semifinale | 50"87       |                                         |
| 2017 | Mondiali            | Londra         | 4×400 m     | Finale     | dnf         |                                         |
| 2019 | World Relays        | Yokohama       | 4×400 m     | 5ª         | 3'28"30     |                                         |
| 2022 | Mondiali            | Eugene         | 800 m piani | Batteria   | 2'01"91     |                                         |